# Залда
Залда (осет. Залда; груз. ზალდა) — небольшое село на севере Цхинвальского района Южной Осетии.
По переписи населения 2015 года численность населения села составила 96 человек, в основном осетины.
В XIX веке селом владел помещик по фамилии Орджоникидзе.

## Известные жители и уроженцы
- Тибилов, Александр Арсеньевич (1887—1937) — юго-осетинский советский писатель, журналист, литературный критик и общественный деятель.
- Габараев-Ялгузидзе, Иван Георгиевич — осетинский писатель, просветитель и православный миссионер. Первый Основоположник осетинской литературной традиции, первый осетинский автор.

## Топографические карты
- Лист карты K-38-52 Джава. Масштаб: 1 : 100 000. Состояние местности на 1987 год. Издание 1989 г.